# أوسترفلد
استرفلد (باي ناومبورغ) (بالألمانية: Osterfeld) هي بلدة و بلدة ألمانية تقع في ألمانيا في ساكسونيا أنهالت. يقدر عدد سكانها بـ 2,762 نسمة .